# Iza Loris
Iza Loris alias Izou, née le 4 mai 1967 à Le Loroux-Bottereau, est une parolière française, également cofondatrice du café-théâtre Au B'izou à Anderlecht.

## Biographie
Iza Loris est la fille du poète-chansonnier Louis Poitrenaud, appelé « le garçon de café-poète », qui a édité des nouvelles et recueils de poèmes : Elle et lui, La Tentation des mots. 
En 2000, Iza Loris découvre les Ateliers de la chanson de Bruxelles. Elle y rencontrera le poète-parolier Allain Leprest qu'elle considère comme son mentor et qui jouera le rôle de déclencheur de sa carrière. Ses premiers textes s'inspirent de l'humour noir des cabarets, telle sa création pour Dorothée Maréchal. Pour cette compositrice et interprète, elle écrit 11 des 13 chansons d'une comédie musicale décalée Le défilé qui sera jouée de 2007 à 2009, notamment aux Francofolies de Spa dans le cadre du Franc'Off. Les textes, truffés de jeux de mots, mettent en scène des personnages loufoques, voire fous. 
Depuis lors, Iza Loris écrit des textes édités pour des artistes de la scène française ou belge : Anggun, Olivia Auclair, Besac-Arthur, Charlène Catelain, Elias, Laurent Gatz, Lady Vera, Guilam, Axel Hirsoux (Eurovision 2014), Dorothée Maréchal, Marthélène, Yona Pax, Daniel Roure, Hélène Ségara, GérardW, Julie Zenatti, ainsi que des chansons de scène pour Isabelle Rigaux ou Chantal Grimm entre autres.   Plus particulièrement, de sa collaboration avec Julie Zenatti figurent l'écriture de Diva rouge et de L'herbe tendre,, dans l'album Plus de Diva sorti en 2010 et, l'année suivante, les paroles du titre Onze Septembre pour Hélène Ségara dans l'album Parmi la foule.
En 2008, Iza Loris ouvre  Au B'izou, à Anderlecht, un café-théâtre qui propose des concerts et des spectacles d'improvisation théâtrale. Iza Loris y est également animatrice d'ateliers d'écriture de chansons.

## Édition
Iza Loris est l'autrice du texte La symphonie inachevée, in Le Cabinet des monstruosités, édité en 2006 par les étudiants du Master professionnel « édition », université Paris IV-Sorbonne, ouvrage présenté au Salon du livre du 17 au 22 mars 2006 : 
- Serge Joncou... et al., Le Cabinet de monstruosités, université Paris IV-Sorbonne, 2006, 183 p. (ISBN 2-9512407-6-7), p. 145.

Avec le collectif de la Ligne 10 elle participe  à trois recueils d'auteurs (version papier et numérique) : en 2015 Exil de soi, en 2016 (Des)équilibres, en 2017 Regards.
En mai 2019, à la suite d'un concours dont elle est une des lauréates, une nouvelle d'Iza Loris est éditée par les Editions du Basson (Recueil de nouvelles Bintche Dark, Editions du Basson, p 97-105,  Voyage en succéscratie).
Avec sa nouvelle Madame Léa, Iza Loris fait partie des auteurs du volume 2 du recueil porté par le Collectif des auteurs masqués Histoires de confinés sorti en 2020. En juin 2021, Iza Loris réitère sa participation au Collectif avec la nouvelle Étoile rouge, dans le recueil Histoires non essentielles, et Cruella De Vil (sortie 10 décembre 2022) dans l'opus Histoires de magie, au profit de différentes associations telles que Handi'Chiens, Itinéraires singuliers.

## Discographie
- 2007 Le défilé (Dorothée Maréchal)
  - La jambe
  - Icônes charnelles
  - L'ombre de moi-même
  - Modèle curieux
  - La fille de l'abribus
- 2007 Démons des anges (Marthélène)
  - Aller-retours
- 2008 DVD Live de Laurent Gatz au New Morning
  - Qu'est ce qui est vrai
  - La fille de l'ombre
- 2009 Renaissance 2009 (Lady Vera)
  - L'orient sous tes doigts
  - Rien qu'une trace (Iza Loris, Catherine Mottart)
  - Mon océan
  - Et je marche en avant
  - Ton silence me parle
  - Un cœur à louer
  - L’amour se trame
- 2010 Plus de diva (Julie Zenatti)
  - Diva rouge (Iza Loris, Thierry Surgeon)
  - L'herbe tendre (single)
  - La tua meta (single version italienne)
- 2010 Charlène Catelain 
  - Le cimetière des caravelles
- 2010 Nouveau départ (GérardW)
  - Nouveau départ
  - La fille black
  - L'étoile de l'hôtel (Iza Loris, Christine Dailly)
  - Le chemin des écoliers
- 2011 Parmi la foule (Hélène Ségara)
  - Onze septembre
- 2013 La qualité des éléments (Laurent Gatz)
  - La qualité des éléments
  - Qu'est-ce qui est vrai
  - Trou de mémoire
- 2013 Bar de nuit (Daniel Roure)
  - Rien ne change (Iza Loris, Jacques Roure)
- 2014 Confidences (Guilam)
  - Les couloirs du pensionnat
- 2014 Un nouveau jour se lève (Elias)
  - La danse des regrets (Iza Loris, Sabine Cardinal, Elias)
  - Ne m'oublie pas (Iza Loris, Elias)
  - Frères humains (Iza Loris, Elias)
- 2015 Quoi qu'on fasse (Yona Pax)
  - Ensemble nous irons (Iza Loris, Jacques Roure)
- 2015 Identités (GérardW)
  - Oriente-moi (Marie-Noëlle Delatte, Iza Loris, Pascal Chardome)
  - Quel que soit le tempo (Marie-Noëlle Delatte, Iza Loris, Pascal Chardome)
  - La fille a du chien (Marie-Noëlle Delatte, Iza Loris, Pascal Chardome)
- 2015 Toujours un ailleurs (Anggun) 
  - Face Au vent (Iza Loris, Frédéric Chateau)
  - Mon Capitaine (Iza Loris, Thierry Surgeon, Frédéric Chateau)
- 2015 Après l'hiver (Axel Hirsoux) (Elias, Sabine Cardinal, Iza Loris)
- 2015 Va où la vie va (Véra)
  - Et bien plus encore ( Jacques Roure, Iza Loris, Christophe Marie)
  - L'écume de mes jours (Jacques Roure, Iza Loris, Murat Oztürk)
  - Laissez tomber les mots (Jacques Roure, Iza Loris, Christophe Marie)
  - Je l'oublierais par cœur (Jacques Roure, Iza Loris, Alice Dona)
  - L'heure tendre (Jacques Roure, Iza Loris, Murat Oztürk)
  - Dis maman (Jacques Roure, Iza Loris, Christophe Marie)
  - Je crois en toi (Jacques Roure, Iza Loris, Murat Oztürk)
  - Il est (Jacques Roure, Iza Loris, Alice Dona)
  - Si demain (Jacques Roure, Iza Loris, Murat Oztürk)
  - Il a neigé sur Rio (Jacques Roure, Iza Loris, Murat Oztürk)
  - Fils de personne (Jacques Roure, Iza Loris, Benoit Bosschaert)
  - Les faibles femmes (Jacques Roure, Iza Loris, Murat Oztürk)
  - Je chante (Jacques Roure, Iza Loris, Daniel Roure)
- 2015 Identités (GérardW)
  - Oriente-moi (Marie-Noëlle Delatte, Iza Loris, Pascal Chardome)
  - Quel que soit le tempo (Marie-Noëlle Delatte, Iza Loris, Pascal Chardome)
  - La fille a du chien (Marie-Noëlle Delatte, Iza Loris, Pascal Chardome)
- 2015 Les nuits bleues de l'automne  (Iza Loris, Jacques Roure / Daniel Roure)
- 2016 Toujours un ailleurs (Anggun)
  - Face au vent (Iza Loris, Frédéric Chateau), second single de l'album, sorti en clip
- 2016 Au plus près de mes rêves (Axel Hirsoux) (Sabine Cardinal, Iza loris, Elias)
- 2017 Le Premier jour (Christophe Sochor)
  - Passer mon tour (Iza Loris, Jacques Roure, Christophe Sochor)
- 2017 Spectacle pour enfants de Yona Pax 
  - La vie c’est ta vie (Iza Loris, Nathalie Iltis, Jacques Roure, Roger Loubet)
  - Ton avenir (Iza Loris, Nathalie Iltis, Roger Loubet)
  - Les saisons (Iza Loris, Jacques Roure, Roger Loubet)
- 2017 Humans (Besac-Arthur)
  - Humans (Iza Loris, Besac Arthur) – Clip Single
- 2018 Avec eux (Nataly Vétrano)
  - Tous les matins du monde (Iza Loris, Christophe Marie)
  - Partie de rien (Iza Loris, Jacques Roure, Christophe Marie)
  - Un peu d’orange et d’origan (Iza Loris, Jacques Roure, Christophe Marie)
- 2018 CD 2 titres sur la guerre de 14/18 
  - Ferdinand, Emile ou Victor (Iza Loris, Jacques Roure, Isabelle Rigaux)
- 2018 EP avant l'album Passer mon tour (Christophe Sochor) (Iza Loris, Jacques Roure / Christophe Sochor)
- 2020 Humans (Besac-Arthur)
  - Humans (Iza Loris, Besac-Arthur)[18],[19]
  - Lo que El viento (Iza Loris, Besac-Arthur)
  - Voyager léger (Iza Loris, Besac-Arthur)
  - Mon incendiaire (Iza Loris, Besac-Arthur)
- 2020 9 vies de femme (Isabelle Rigaux)
  - Ferdinand, Emile ou Victor (Iza Loris, Jacques Roure, Isabelle Rigaux)
  - Mine d'épagneul (Iza Loris, Isabelle Rigaux)
- 2020 Un album pour Rafael (Lucas Fanchon), disque en faveur de l'association Rafael Lorraine (enfants en lutte contre la maladie) 
  - Malabar (Iza Loris, Nathalie Iltis, Lucas Fanchon)[20],[21]
- 2020 De l'autre côté (Olivia Auclair)
  - Date de péremption (Iza Loris, Olivia Auclair)
- 2021 Les ondes de choc (Laurent Gatz)
  - Rockfeller
- 2022 EP Une histoire d'amour (Rouslann)
  - Je pars demain (Iza Loris, Ayuur, Rouslann)